# Leptacis tenuissimus
Leptacis tenuissimus (лат.) — вид платигастроидных наездников из семейства Platygastridae. Юго-Восточная Азия: Индонезия (остров Халмахера). Название таксона означает «очень тонкий», имея в виду форму усиков.

## Описание
Мелкие перепончатокрылые насекомые (длина 1,3 мм). Отличаются следующими признаками: антенномеры A7-A9 самки каждый не менее чем в 4 раза длиннее ширины; краевые реснички переднего крыла не превышают 1/8 ширины крыла; длина переднего крыла в 2,9 раза больше ширины; метасома равна длине мезосомы. Основная окраска коричневато-чёрная: тело чёрное, антенномеры A1-A6, мандибулы и ноги, включая тазики, бледно-коричневато-желтые; А7-А10 и тегула темно-коричневые. Усики 10-члениковые. Характерный вид из-за необычно удлинённых жгутиковых сегментов самки. Вид был впервые описан в 2008 году датским энтомологом Петером Булем (Peter Neerup Buhl, Дания).